# پونتبا
پونتبا (به ایتالیایی: Pontebba) یک کومونه در ایتالیا است که در استان اودینه واقع شده‌است.

## خصوصیات
پونتبا ۹۷٫۷ کیلومترمربع مساحت و ۱٬۶۸۳ نفر جمعیت دارد.